# Kortrijk
Kortrijk (nizozemsky Kortrijk, francouzsky Courtrai) je belgickým městem s přibližně 75 000 obyvateli. Leží na pravém břehu řeky Leie.
Dominantou města je gotický Kostel sv. Martina, kolem kterého je historické centrum města. Severozápadně od Kostela se nalézá bývalé hlavní tržiště Grote Markt s gotickou radnicí a cechovními domy z 15. a 16. století s bohatou sochařskou výzdobou.
Poblíž tohoto města se 11. července 1302 odehrála slavná bitva u Courtrai, zvaná též „bitva zlatých ostruh“.

## Bývalé obce

Bývalé obce

Od roku 1976 se město Kortrijk skládá z bývalých obcí:

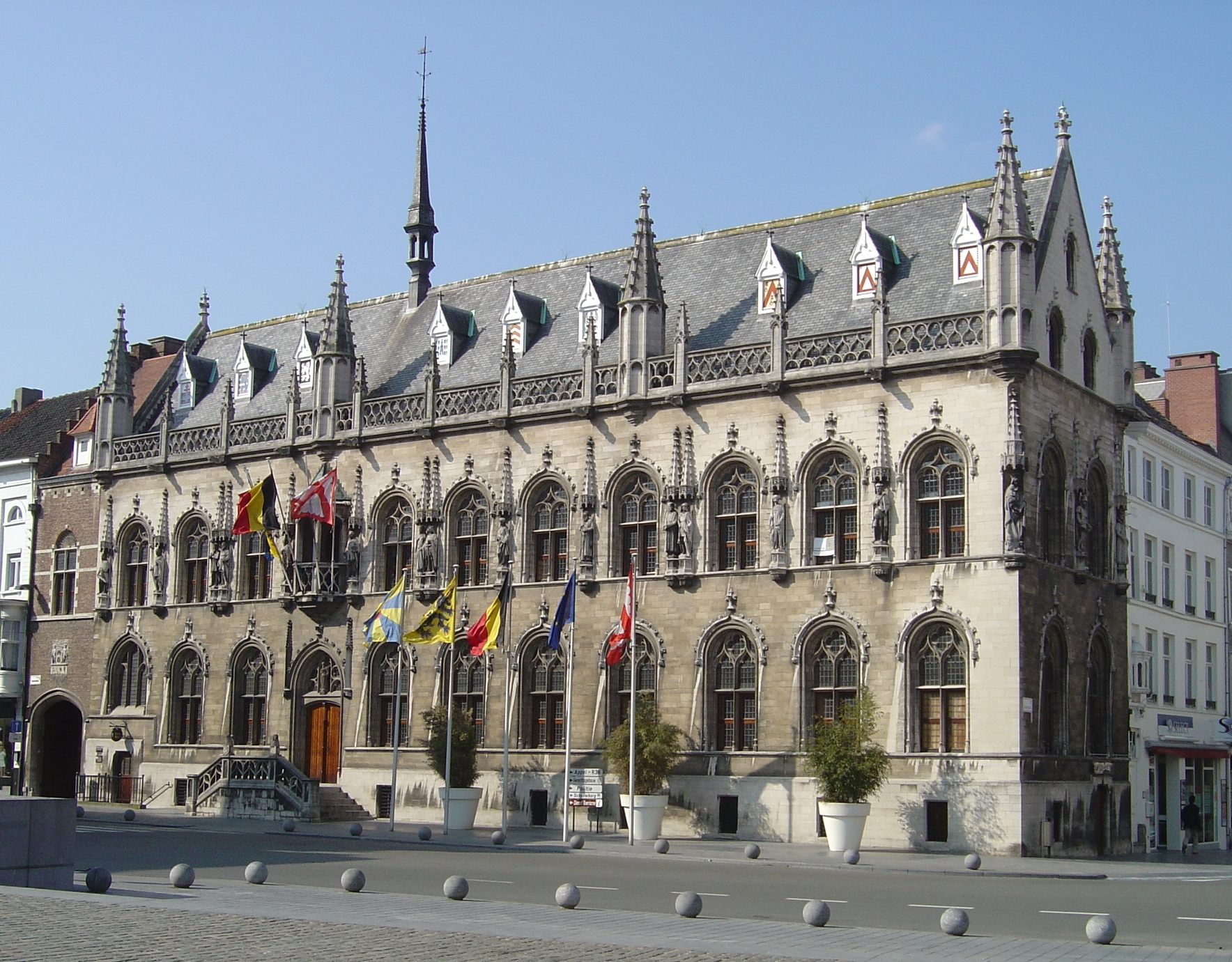
Radnice

- I : Kortrijk
- II : Heule
- III : Bissegem
- IV : Marke
- V : Aalbeke
- VI : Rollegem
- VII : Bellegem
- VIII : Kooigem

## Doprava
Kortrijk je významným dopravním uzlem.
Nacházejí se v něm dvě železniční nádraží, Kortrijk a Kortrijk-Vorming, a procházejí jím evropské silnice E403 (trasa Bruggy-Tournai) a E17 (Lisabon-Stockholm).
Městskou hromadnou dopravu v Gentu zajišťuje vlámská společnost De Lijn.
O víkendech je noční doprava městskými autobusy zdarma.

## Turistický ruch

### Zajímavá místa v centru
- Radnice v Kortrijku
- Zvonice
- Broel Torens
- Artillerie
- Berg van Barmhartigheid-Hora milosrdenství
- Stadswaag
- Nemocnice (1200-1204)
- Baggaertshof
- Brána Groeninge a památník Groeninge
- Palác Den Roeland.
- Palác Ghellinck (1698)
- Casino (1844)

- Bekináž St-Elisabeth (1238)
- Kostel St-Maarten (1300)
- Kostel Panny Marie
- De Hraběkaple, mausoleum Hrabě v Vlaanderen Lodewijk van Male.
- Sint-Michielskerk, jezuitský kostel, který se nachází na Sint-Michielspleintje poblíž Grote Markt.
- Sint-Janskostel.
- Groeninge opatství
- St-Niklaaskaple
- Kostel St-Eloois
- Kostel St-Rochus
- Kostel St-Elisabeth
- Kostel St-Antonius, Pouť broeder Isidoor

## Významné osobnosti
- Jacobus Vaet (1529–1567), renesanční skladatel
- Roelant Savery (1576–1639, Utrecht), barokní malíř
- Jan Palfijn (1650–1730), chirurg
- Ernest Gambart (1814–1902), vydavatel a obchodník s výtvarným uměním
- Hendrik Beyaert (1823–1894), architekt
- Paul Goethals (1832–1901), Arcibiskup v Kalkatě
- Emmanuel Vierin (1869–1954), malíř
- Stijn Streuvels (1871–1969), spisovatel
- George Washington (1871–1954), vynálezce
- Richard Acke (1873–1934), architekt
- Robert Gillon (1884–1972), politik
- Alfred de Taeye (1905), politik
- Francis Bonaert (1914), architekt
- André Dequae (1915–2006), politik
- Maurice De Bevere (1923–2001), (Lucky Luke)
- Sophie de Schaepdrijver (1961), historica
- Adelheid Byttebier (1963), politička
- Gerda Dendooven (1962), ilustrátor
- Piet Goddaer (1970), zpěvák a skladatel („Ozark Henry“)
- Laurence Courtois (1976), tenista
- Leif Hoste (1977), cyklista
- Xavier Malisse (1980), profesionální tenista
- Edmée Daenen (1985), zpěvačka

## Sport
Sportovní kluby ve městě:
- KV Kortrijk (fotbal)[2]

## Partnerská města
- Bad Godesberg Bonn, Německo, 1964
- Frascati Itálie, 1967
- Greenville, Spojené státy americké
- Láhaur, Pákistán
- Windsor and Maidenhead Spojené království, 1981
- Saint-Cloud, Francie
- Taškent, Uzbekistán (1989)

### Fotogalerie

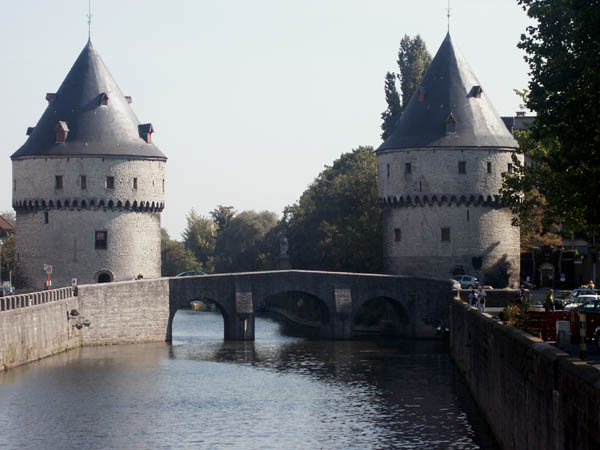
Broeltorens
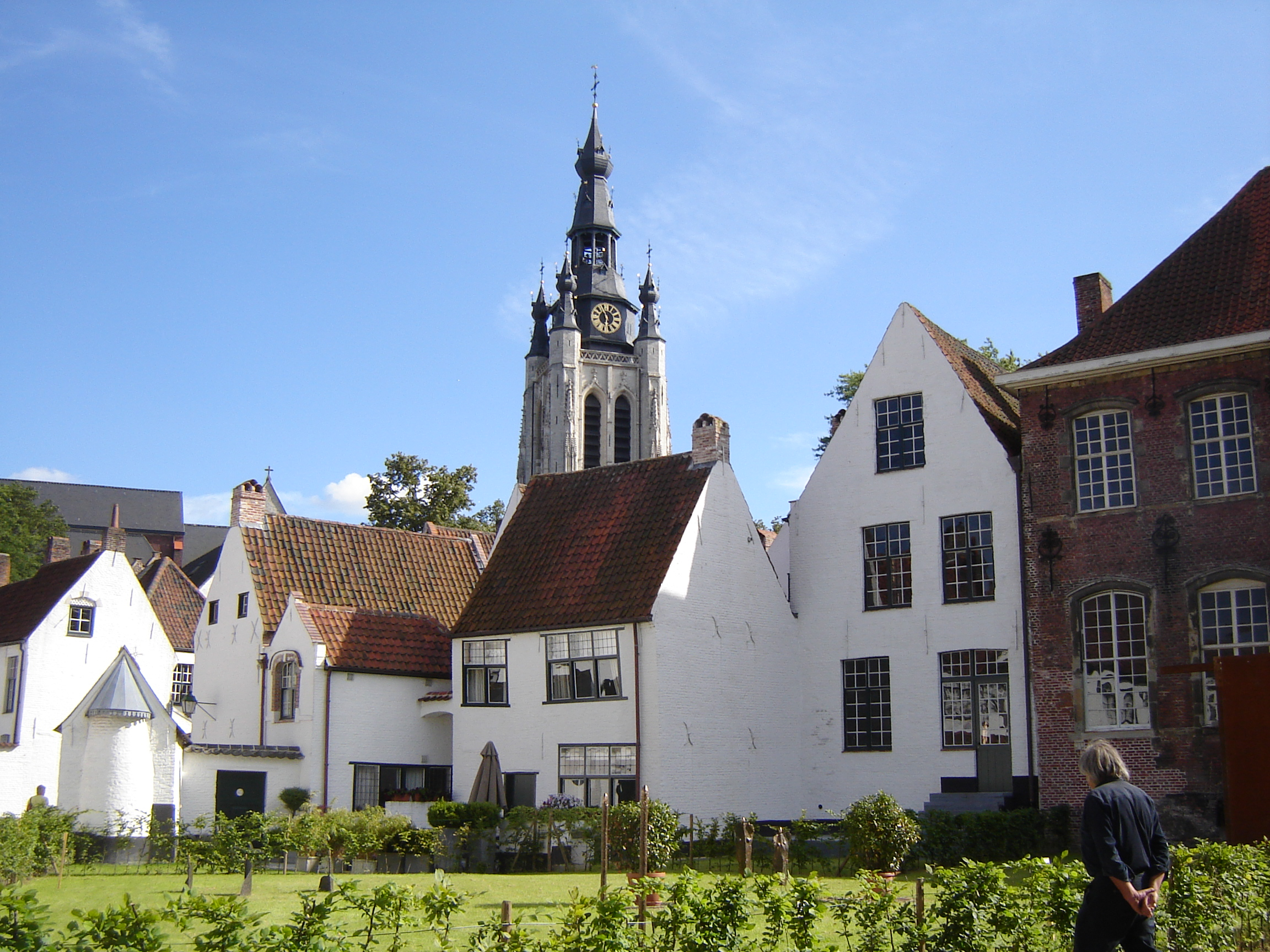
Bekináž
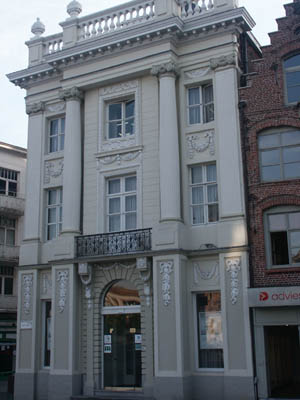
Patria
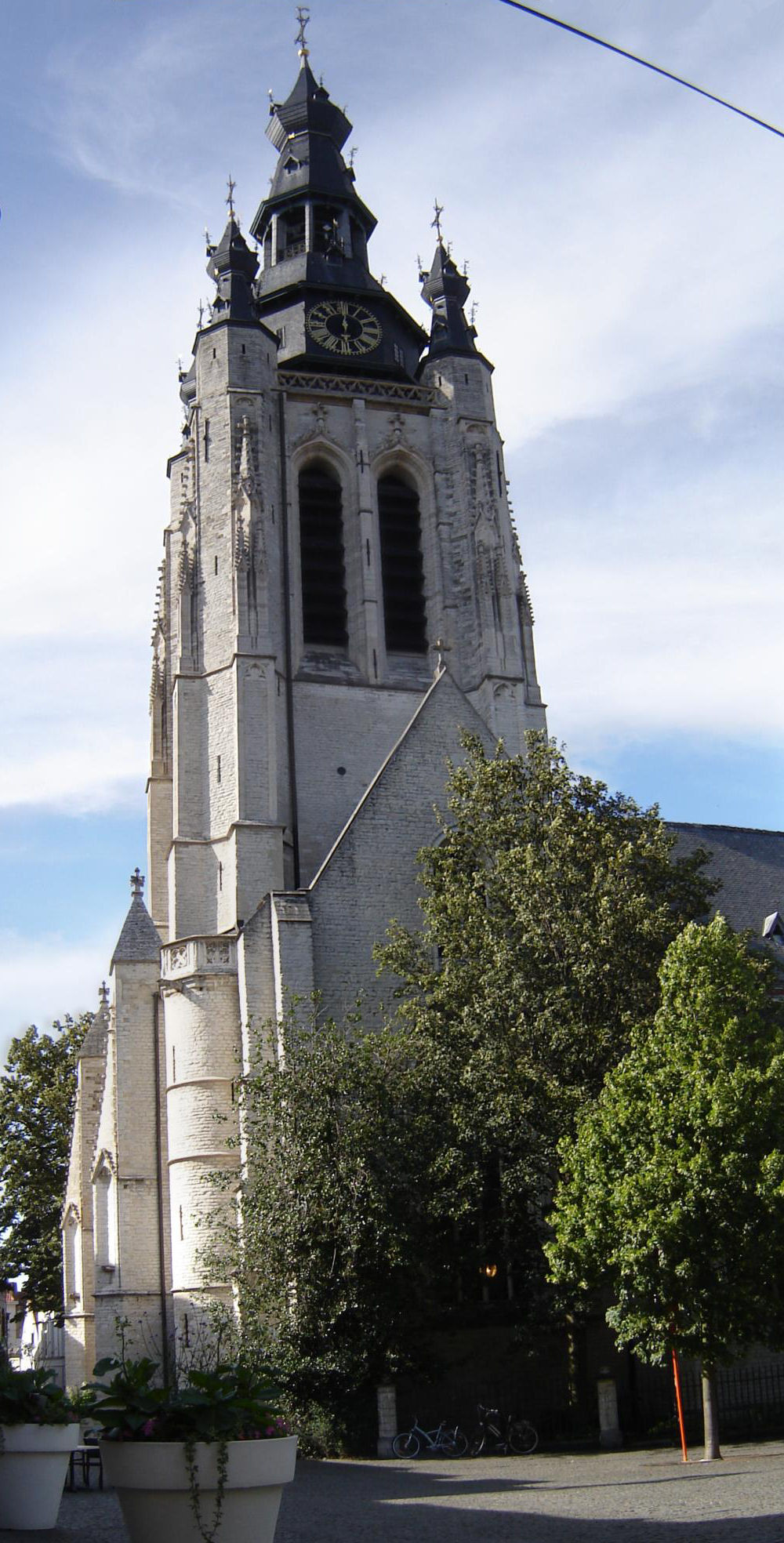
St-Maartenskerk
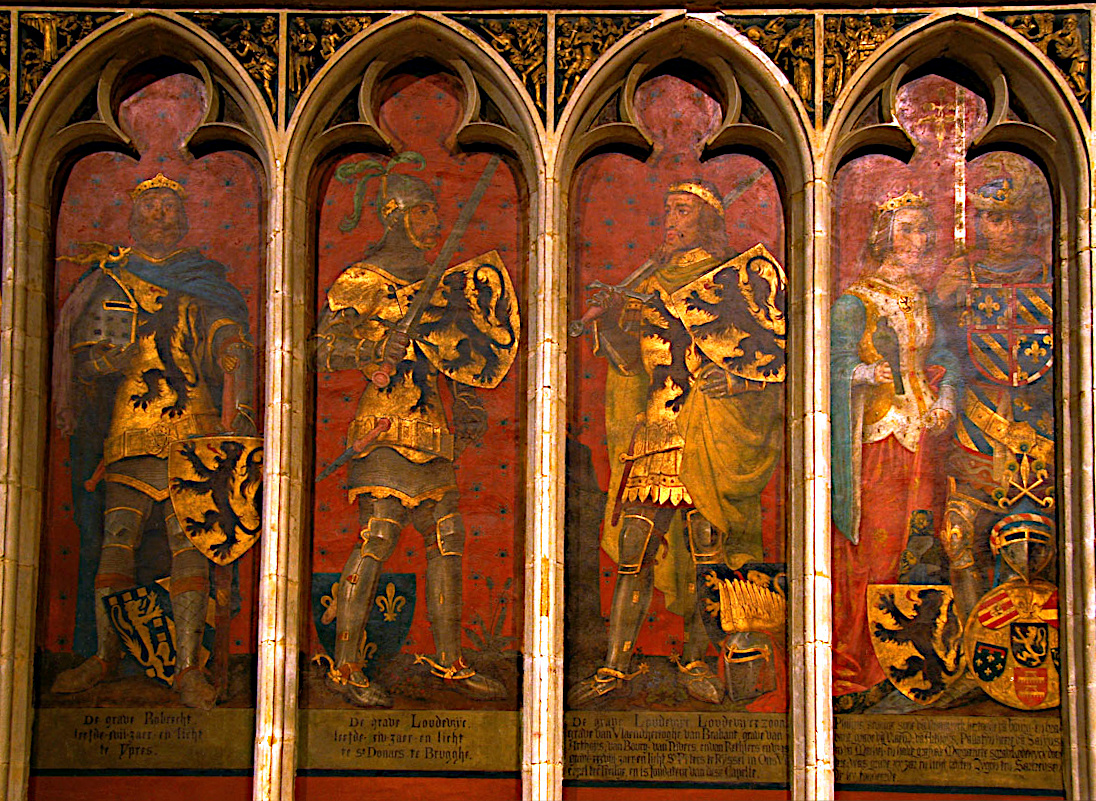
Hraběkaple
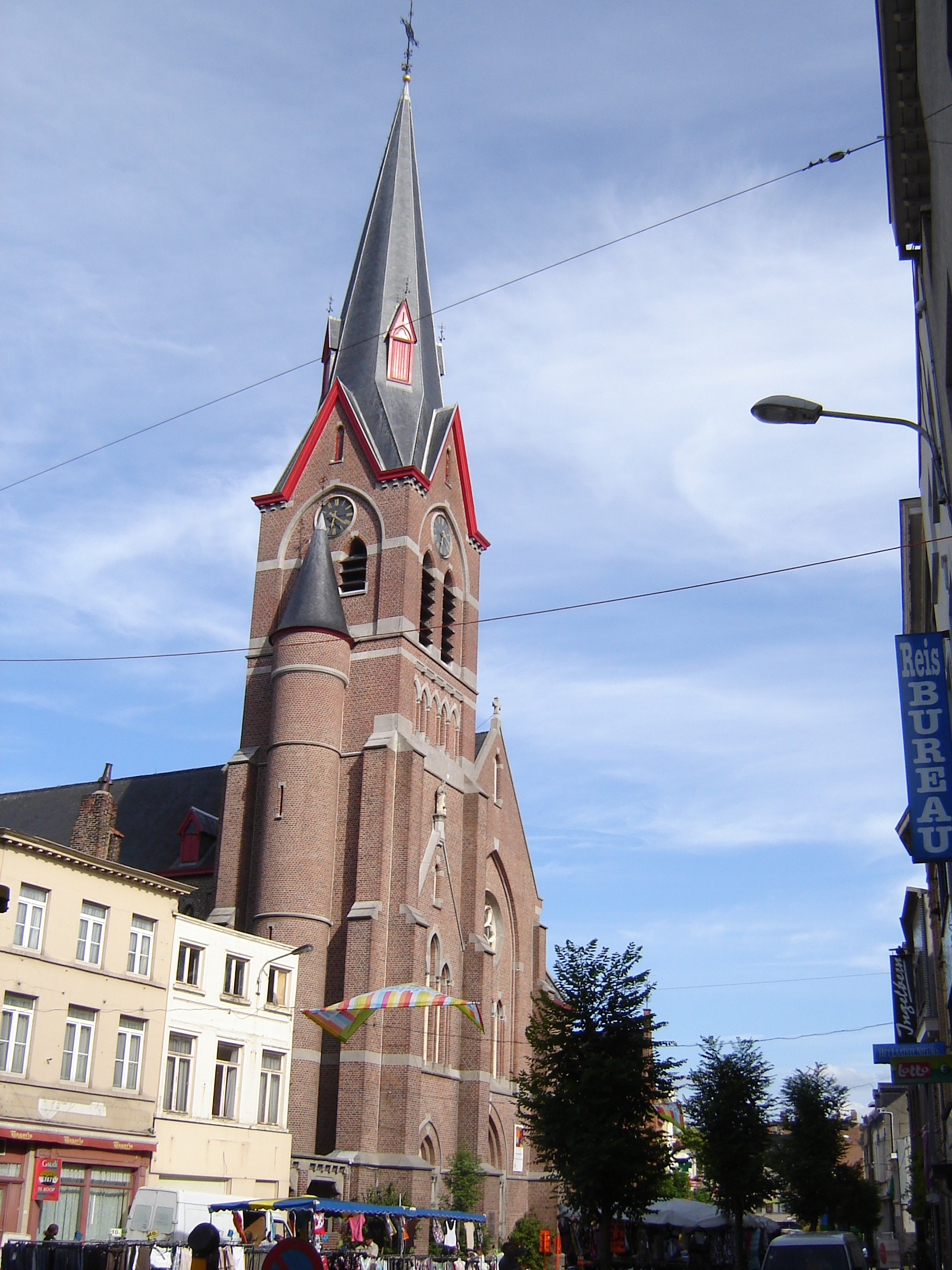
St-Elooiskerk